# Берень (комуна)
Берень, Берені (рум. Bereni) — комуна у повіті Муреш в Румунії. До складу комуни входять такі села (дані про населення за 2002 рік):
- Берень (251 особа) — адміністративний центр комуни
- Бира (163 особи)
- Дрождій (143 особи)
- Еремієнь (227 осіб)
- Кинду (111 осіб)
- Мая (190 осіб)
- Меркулень (271 особа)

Комуна розташована на відстані 254 км на північ від Бухареста, 23 км на схід від Тиргу-Муреша, 99 км на схід від Клуж-Напоки, 115 км на північний захід від Брашова.

## Населення
У 2009 році у комуні проживала 1221 особа.